# Chanceler do Reino da Suécia
O Chanceler do Reino  (em sueco:  rikskansler) foi um alto funcionário do estado sueco, a partir de 1561 até 1680, excluindo os períodos em que estava fora de uso. O titular do cargo era membro do Conselho Real da Suécia (Riksrådet). Desde 1634, o Chanceler Real era um dos dos cinco Altos Funcionários do Reino, que eram os mais proeminentes membros do Conselho Real e dirigiam cada um deles um braço do  governo, sendo que o Alto  Senhor Chanceler (kansler) chefiava o Conselho Privado da Chancelaria. Em 1792, mais de um século após a abolição do gabinete em 1680, ele foi reativado. Entrementes, sete anos depois, em 1799, ele foi removido novamente.

## Origem

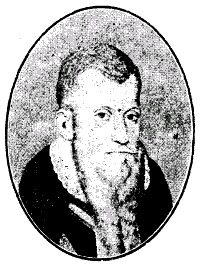
Nils Gyllenstierna - Alto Senhor Chanceler 1560-1590

Durante a Idade Média, desde o século 13, o "chanceler do rei" era um confidente e conselheiro do monarca. O chanceler foi em geral era um homem da igreja, e uma parte de seu dever era ajudar o rei durante as negociações com as potências estrangeiras. Em 1561, durante o reinado de Érico XIV, Nils Gyllenstierna tornou-se a primeira pessoa a receber o título de rikskansler.

## Função

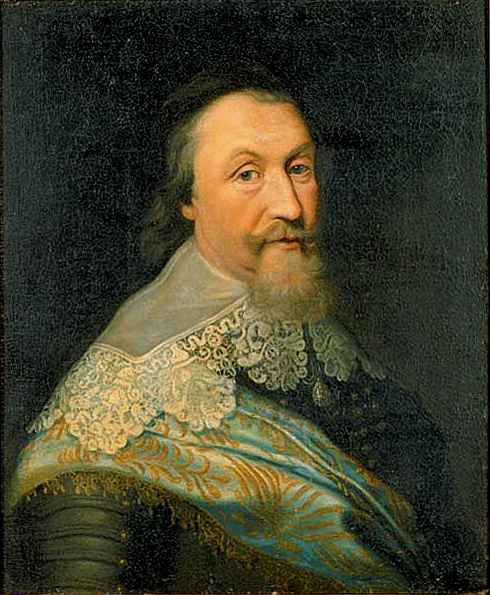
Axel Oxenstierna - Alto Senhor Chanceler1612-1654

O Chanceler do Reino era nomeado pelo rei e designado para garantir que as ordens do monarca e do governo fossem seguidas. Ao longo do caminho, as atribuições do chanceler aumentaram até ao montante em que a chancelaria, o Conselho Privado da Chancelaria, teve de ser estabelecido. Em 1634, os cinco Grandes Oficiais do Reino tornaram-se os membros mais poderosos do Conselho Privado. O chanceler era o quarto no ranking de poder entre estes. Todavia em quarto na classificação, o Alto Senhor Chanceler acabou por virar a figura mais importante do Conselho. O Chanceler era o chefe das relações com as potências estrangeiras e, Axel Oxenstierna, especialmente, possuía grande influência durante seu período como chanceler (1612-1654), quando exercia mais ou menos o papel de um primeiro-ministro.

## Abolição

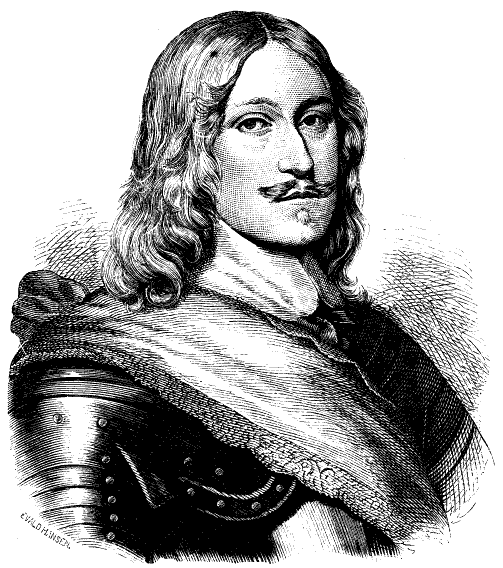
Magnus Gabriel De la Gardie - Alto Senhor Chanceler 1660-1680

Em 1680, o rei Carlos XI aboliu o cargo e inaugurou um novo nome- President of the Chancellery (Sueco:'kanslipresident). Em 1792, o Duque Carlos (mais tarde rei sob o nome de Carlos XIII) reavivou a Rikskansler, sendo removido novamente em 1799.

## Chanceleres do Reino
- Konrad von Pyhy (1538-1543)[1][3]
- Nils Gyllenstierna (1560-1590)[1]
- Erik Sparre (1593-1600)[1]
- Svante Bielke (1602-1609)[1]
- Axel Oxenstierna (1612-1654)[1]
- Erik Oxenstierna (1654-1656)[1]
- Magnus Gabriel De la Gardie (1660-1680)[1]
- Fredrik Sparre (1792-1797)[1]